# Sympetrum
Sympetrum es un género de libélulas de tamaño pequeño a mediano. Hay más de 50 especies que viven principalmente en zonas templadas del hemisferio norte. No hay ninguna especie en Australia.
El género Sympetrum se compone de 60 especies, 22 de las cuales se distribuyen en el nuevo mundo, este grupo se distribuye principalmente en las zonas templadas del norte (Holártico) y la mayoría vuelan durante el verano tardío y el otoño. Varias especies son migratorias (Sympetrum corruptum).

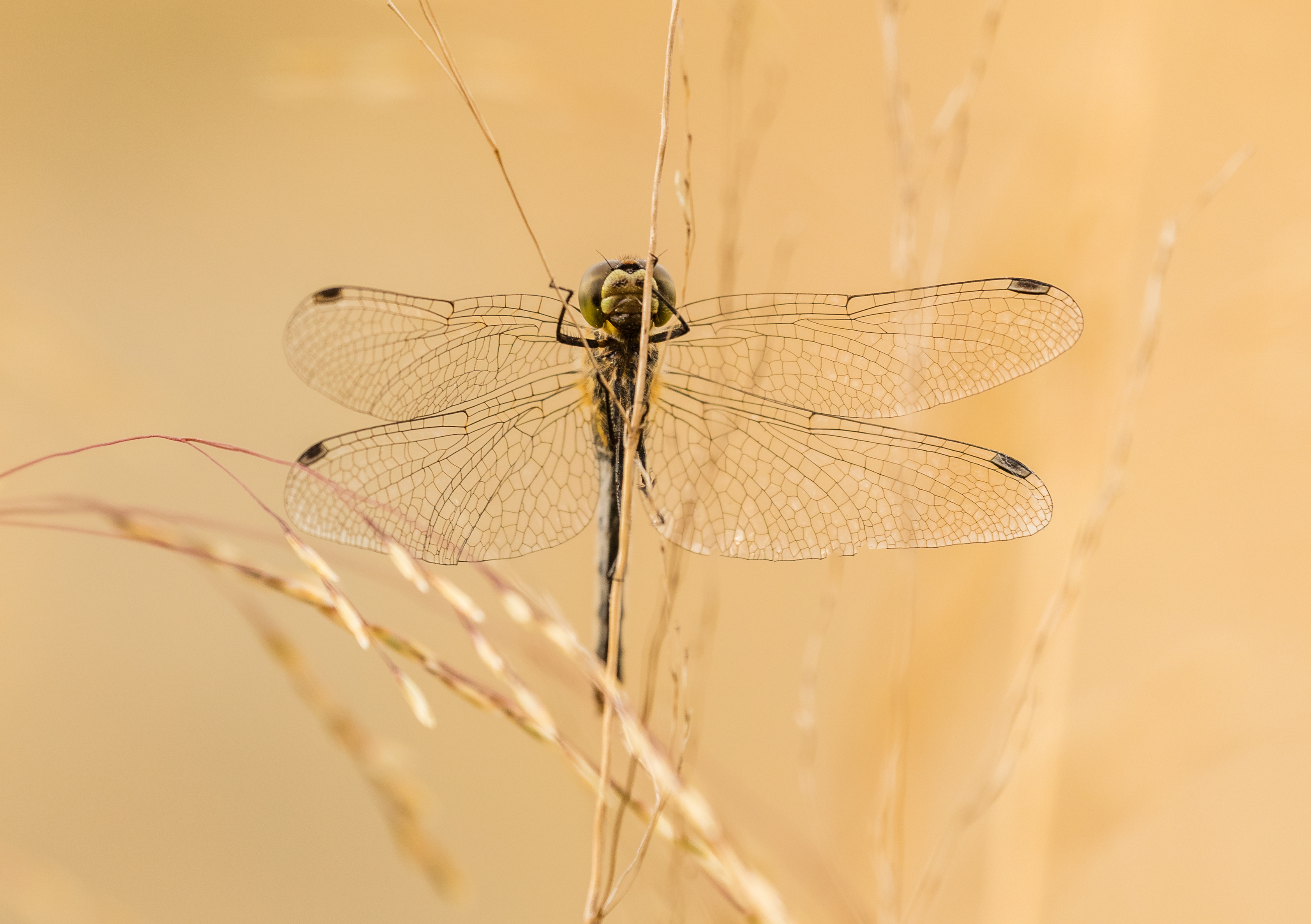
Sympetrum danae hembra en Yukón, Canadá.

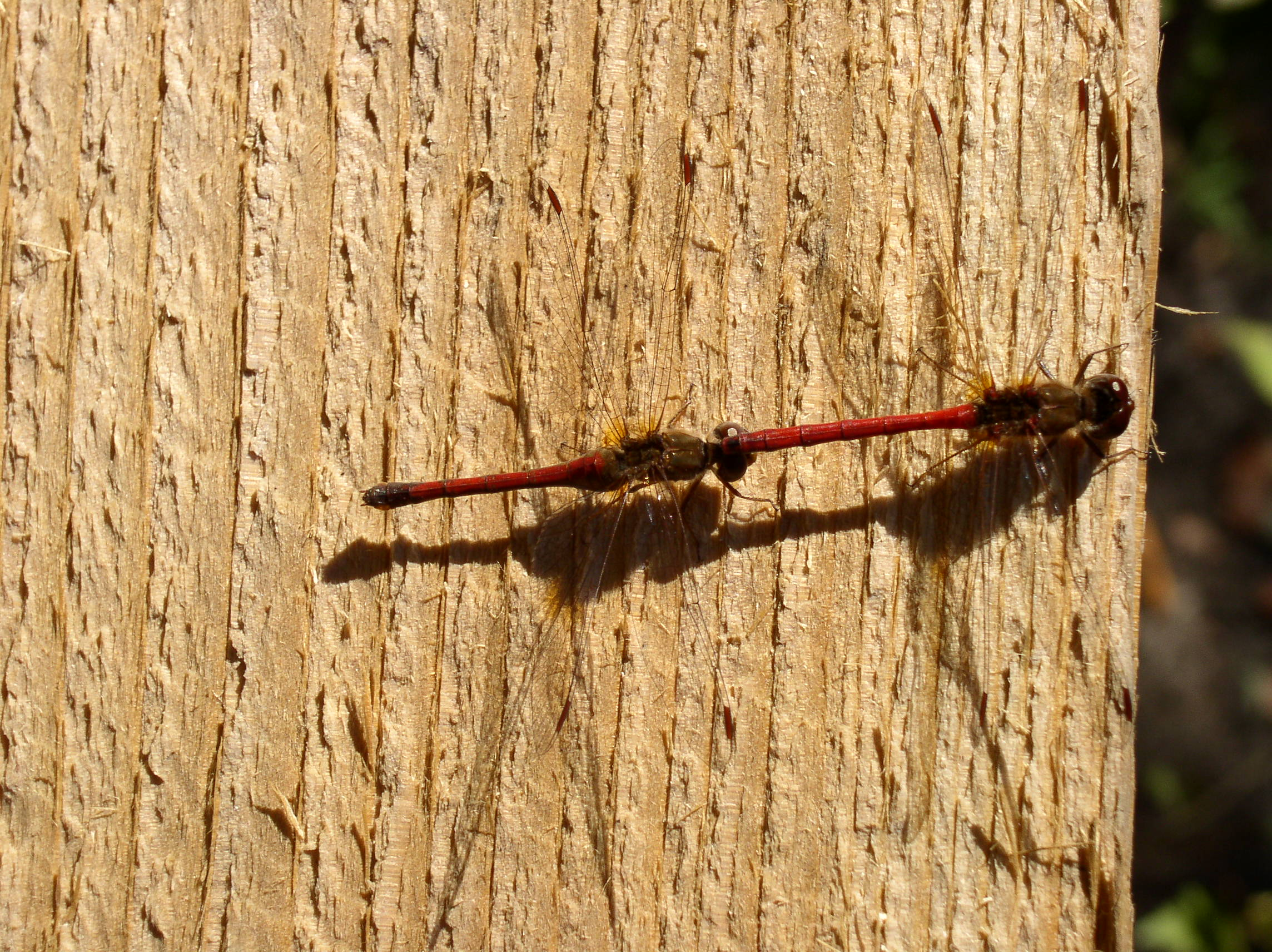
Sympetrum vicinum apareándose

## Especies[1]
- Sympetrum ambiguum (Rambur, 1842)[2]
- Sympetrum anomalum Needham, 1930
- Sympetrum arenicolor Jödicke, 1994
- Sympetrum baccha (Selys, 1884)
- Sympetrum chaconi De Marmels, 1994
- Sympetrum commixtum (Selys, 1884)
- Sympetrum cordulegaster (Selys, 1883)
- Sympetrum corruptum (Hagen, 1861)[2]
- Sympetrum costiferum  (Hagen, 1861)[2]
- Sympetrum croceolum (Selys, 1883)
- Sympetrum daliensis Zhu, 1999
- Sympetrum danae (Sulzer, 1776)[3][2]
- Sympetrum darwinianum Selys, 1883[4]
- Sympetrum dilatatum (Calvert, 1892)[5]
- Sympetrum durum Bartenev, 1916
- Sympetrum eroticum (Selys, 1883)
- Sympetrum evanescens De Marmels, 1992
- Sympetrum flaveolum (Linnaeus, 1758)[3]
- Sympetrum fonscolombii (Selys, 1840)[3] nomad[6]
- Sympetrum frequens (Selys, 1883)[7]
- Sympetrum gilvum (Selys, 1884)
- Sympetrum gracile Oguma, 1915
- Sympetrum haematoneura Fraser, 1924
- Sympetrum haritonovi Borisov, 1983[8]
- Sympetrum himalayanum Navás, 1934
- Sympetrum hypomelas (Selys, 1884)
- Sympetrum illotum (Hagen, 1861)[2]
- Sympetrum imitans (Selys, 1886)
- Sympetrum infuscatum (Selys, 1883)
- Sympetrum internum Montgomery, 1943[2]
- Sympetrum kunckeli (Selys, 1884)
- Sympetrum maculatum Oguma, 1922
- Sympetrum madidum (Hagen, 1861)[2]
- Sympetrum meridionale (Selys, 1841)[4]
- Sympetrum nigrifemur (Selys, 1884)[9]
- Sympetrum nigrocreatum Calvert, 1920[10]
- Sympetrum nomurai Asahina, 1997
- Sympetrum obtrusum (Hagen, 1861)[2]
- Sympetrum orientale (Selys, 1883)
- Sympetrum pallipes (Hagen, 1874)[2]
- Sympetrum paramo De Marmels, 2001
- Sympetrum parvulum (Bartenev, 1912)
- Sympetrum pedemontanum (Müller, 1766)[3]
- Sympetrum risi Bartenev, 1914
- Sympetrum roraimae De Marmels, 1988
- Sympetrum rubicundulum (Say, 1840)[2]
- Sympetrum ruptum Needham, 1930
- Sympetrum sanguineum (Müller, 1764)[3]
- Sympetrum semicinctum (Say, 1840)[2]
- Sympetrum signiferum Cannings & Garrison, 1991
- Sympetrum sinaiticum Dumont, 1977[4]
- Sympetrum speciosum Oguma, 1915
- Sympetrum striolatum (Charpentier, 1840)[3]
- Sympetrum tibiale (Ris, 1897)
- Sympetrum uniforme (Selys, 1883)
- Sympetrum verum Bartenev, 1916
- Sympetrum vicinum (Hagen, 1861)[11][2]
- Sympetrum villosum Ris, 1911
- Sympetrum vulgatum (Linnaeus, 1758)[3][4]
- Sympetrum xiaoi Han & Zhu, 1997